# Zoopilus echinatus
Espèce
Statut CITES
Zoopilus echinatus est une espèce de coraux appartenant à la famille des Fungiidae.